# شوریده شیرازی
شوریده شیرازی، حاج محمد تقی، ملقب به فصیح‌الملک، متخلص به شوریده، پدرش عباس پیشه‌ور از اعقاب اهلی شیرازی، (۱۲۷۴ قمری / ۱۲۳۶ خورشیدی – ۶ ربیع‌الثانی ۱۳۴۵ قمری / ۲۱ مهر ۱۳۰۵ خورشیدی) شاعر معروف دورهٔ قاجار بود.

## زندگی
زادروز وی به تاریخ (۱۲۷۶ هجری قمری) در شیراز بود.
شوریده در هفت‌سالگی به علت ابتلای به بیماری آبله از هردو چشم نابینا و چهره‌اش آبله‌گون شد.
او از نابینا بودن و آبله‌رویی خود به حسرت یاد می‌کرد:
| با علت بی‌دیدگی از عیش مزن لاف |  | این حسرت دیدار که داری تو، که دارد |

و در توصیف چهره خود چنین سروده است:
| وه از این گونه‌ام، ماشاالله      |  | دیده‌ام نیست که در آینه خود را نگرم |
| خلق خندند چو من وصف رخ خویش کنم |  | خود بگوشم شنوم، آخر کورم، نه کرم   |
| گو بخندید که گر زشتم در چشم شما |  | در بر مادر خود، خوب چو قرص قمرم    |
| گاه سوزد همی اسپند و دعایم گوید |  | که هماره به عزیزی زی، زیبا پسرم    |

وی در نه‌سالگی پدر ش را از دست داد و در تحت سرپرستی دایی‌اش قرار گرفت. شوریده به زودی در کسب فضایل پیشرفت شایان نمود و به سبب مکاتبه و مشاعره با شاعران نامدار معاصر مانند: صبوری خراسانی، ملک‌الشعرای بهار، ایرج میرزا، و وحید دستگردی، مشهور شد.

## سفرهای شوریده
در سال (۱۲۸۸ هجری قمری) به زیارت مکه مشرف شد و در سال (۱۳۰۹ هجری قمری) به بوشهر و بندرعباس سفر نمود. شوریده در سال (۱۳۱۱ هجری قمری) به اتفاق حسین‌قلی‌خان نظام‌السلطنه مافی به تهران رفت و به همراهی میرزاعلی‌اصغر صدراعظم به دربار ناصرالدین‌شاه راه یافت و از جانب او به فصیح‌الملک ملقب شد. ناصرالدین‌شاه به خاطر سرودن قصیده مدحیه، قریه بورنجان واقع در بلوک کوهمره فارس را به او بخشید.

## اشعار شوریده
شوریده یکی از شاعران نامی قرن معاصر است. در سرودن انواع شعر به‌ویژه قصیده و قطعه، استاد است. اشعارش سرشار از مضامین بکر و معانی نو و ترکیبات تازه است. شوریده در بکار بردن اصطلاحات عامیانه مهارت داشته و می‌توان وی را با رودکی و ابوالعلا معری مقایسه نمود، چنان‌که خود نیز به آن اشاره دارد:
| من نه شوریده شیدام، که اندر این عصر |  | بوالعلای دگر و ابن عباد دگرم |

شعری دیگر:
| روی بنمایی و دل از من شوریده ربایی   |  | تو چه شوخی که دل از مردم بی دیده ربایی |
| حسن، گویند که چون دیده شود دل برباید |  | تو بدین حسن دل از دیده و نادیده ربایی  |
| تو که خود فاش توانی دل یک شهر ربودن  |  | دل «شوریده» روانیست که دزدیده ربایی    |

## زندگی زناشویی
شوریده به سال (۱۳۲۳ هجری قمری) ازدواج کرد. نخستین فرزندش را که پسر بود حسین نام نهاد. شوریده از این‌که صاحب فرزندی شده، از فرط خوشحالی غزلی سرود که چند بیت از آن را می‌بینید:
| هم‌خوابه من دوش برایم پسری زاد   |  | نور بصری بهر منِ بی‌بصری زاد         |
| این کلبهٔ ویرانهٔ من باغچه‌ای گشت  |  | زآن باغچه سروی شد و زان سروبَری زاد |
| از گریه او شب همه شب، دوش نخفتم |  | پیداست ز شوریده که شوریده‌تری زاد   |

شوریده قبل از مرگ، اشعاری برای سنگ مقبره خود سروده که با این بیت شروع می‌شود:
| چون برین در، سر و کار است به رحمانِ رحیم |  | نه امیدم به بهشت است و نه بیمم ز جحیم |

## درگذشت
او در روز پنج‌شنبه (۲۱ مهر ۱۳۰۵ خورشیدی) برابر با ششم ربیع‌الثانی (۱۳۴۵ هجری قمری) در زادگاه خود درگذشت و در جوار آرامگاه سعدی به خاک سپرده شد.

## نگارخانه

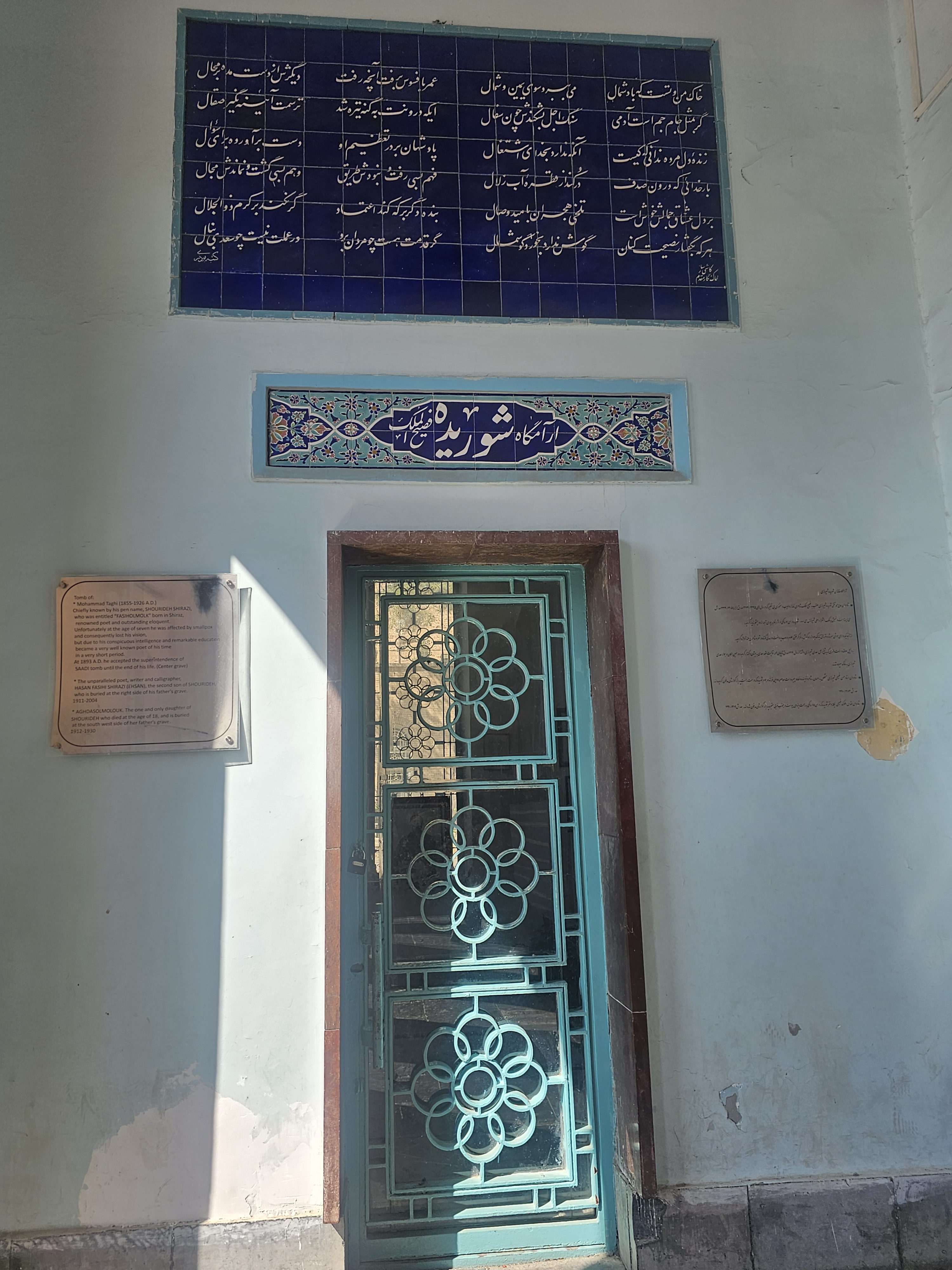
آرامگاه شوریده شیرازی در سعدیه
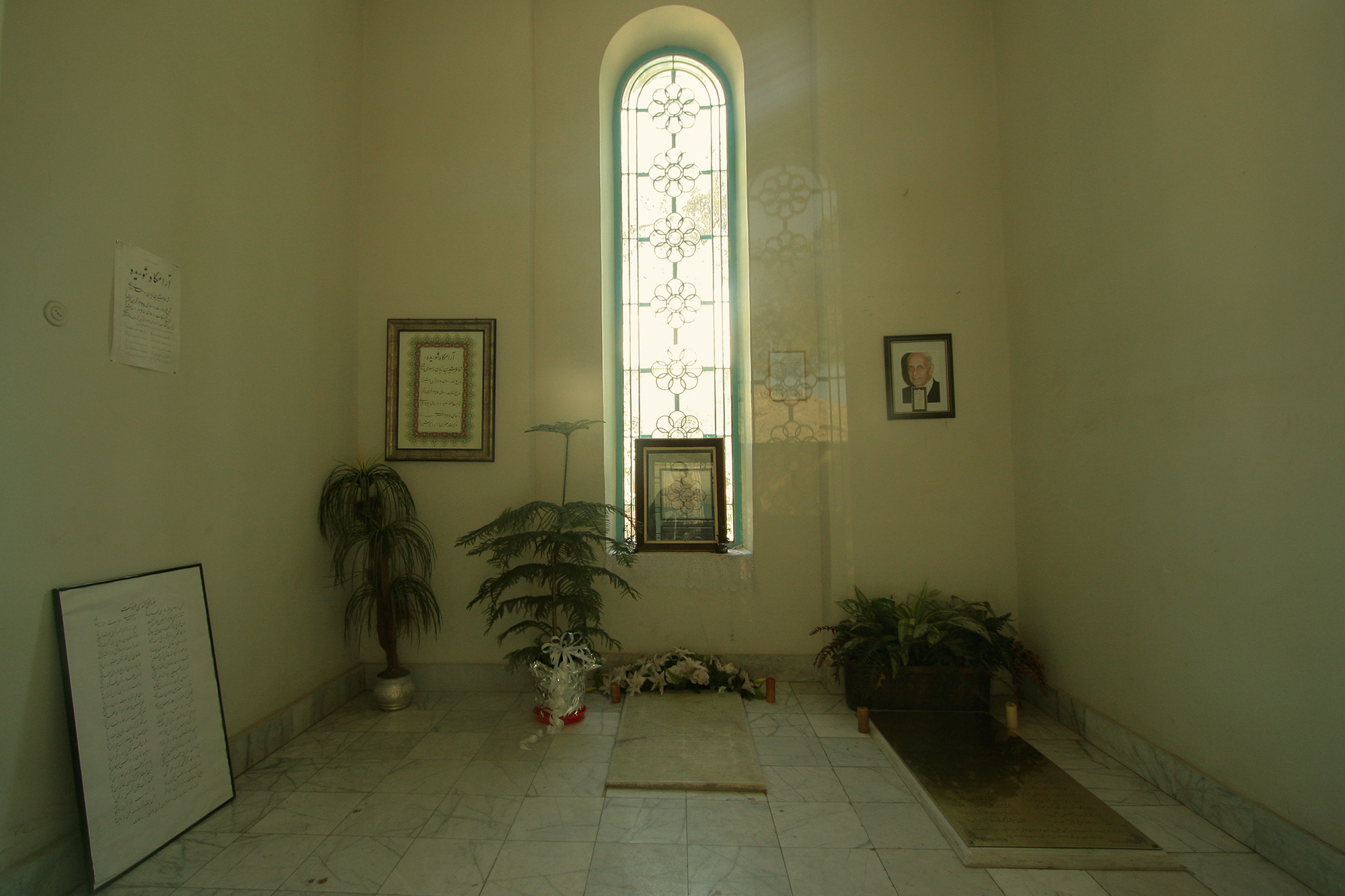
نمایی از داخل آرامگاه شوریده در شیراز
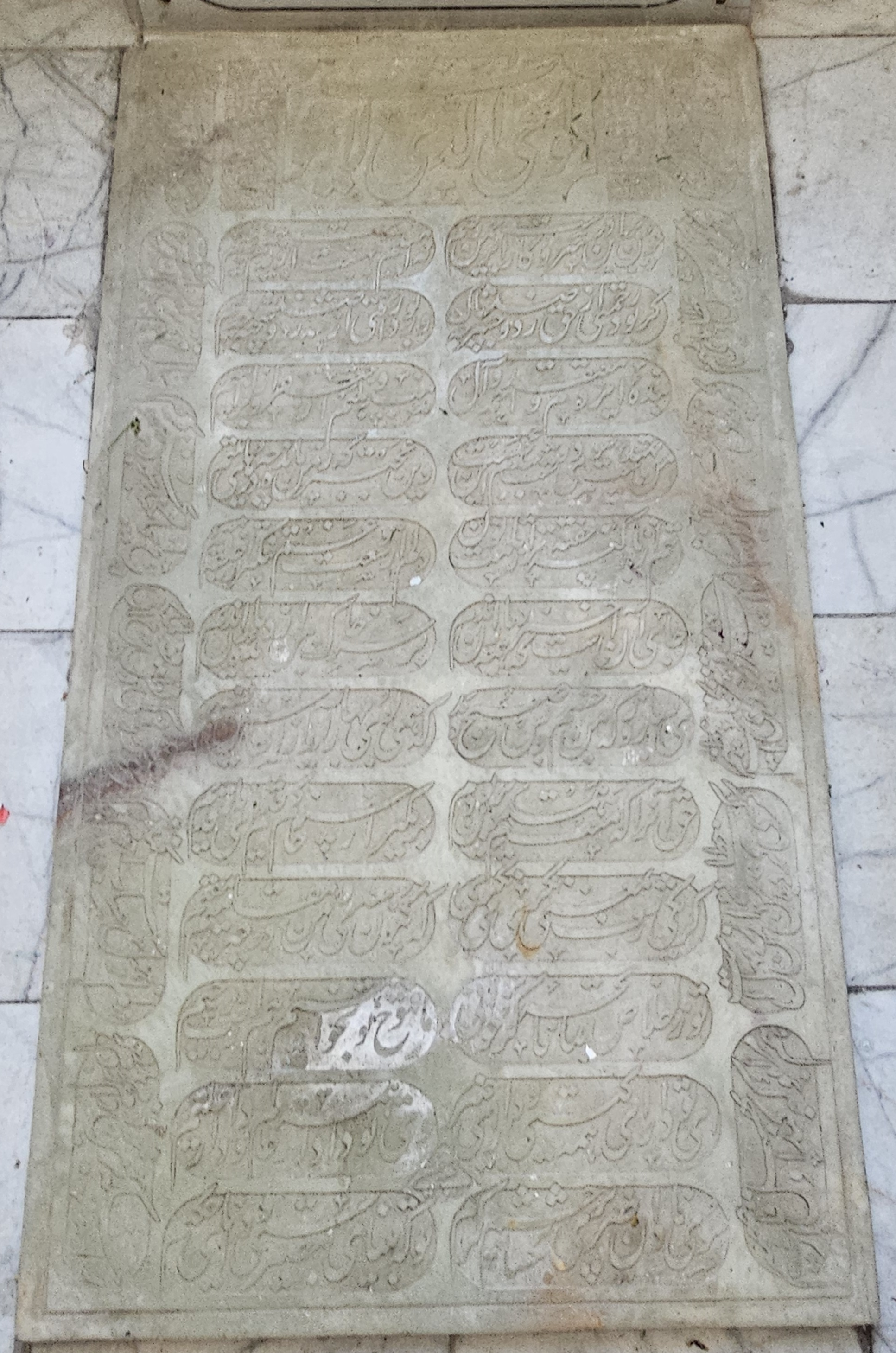
سنگ قبر شوریده شیرازی